# Hermann Kätelhön

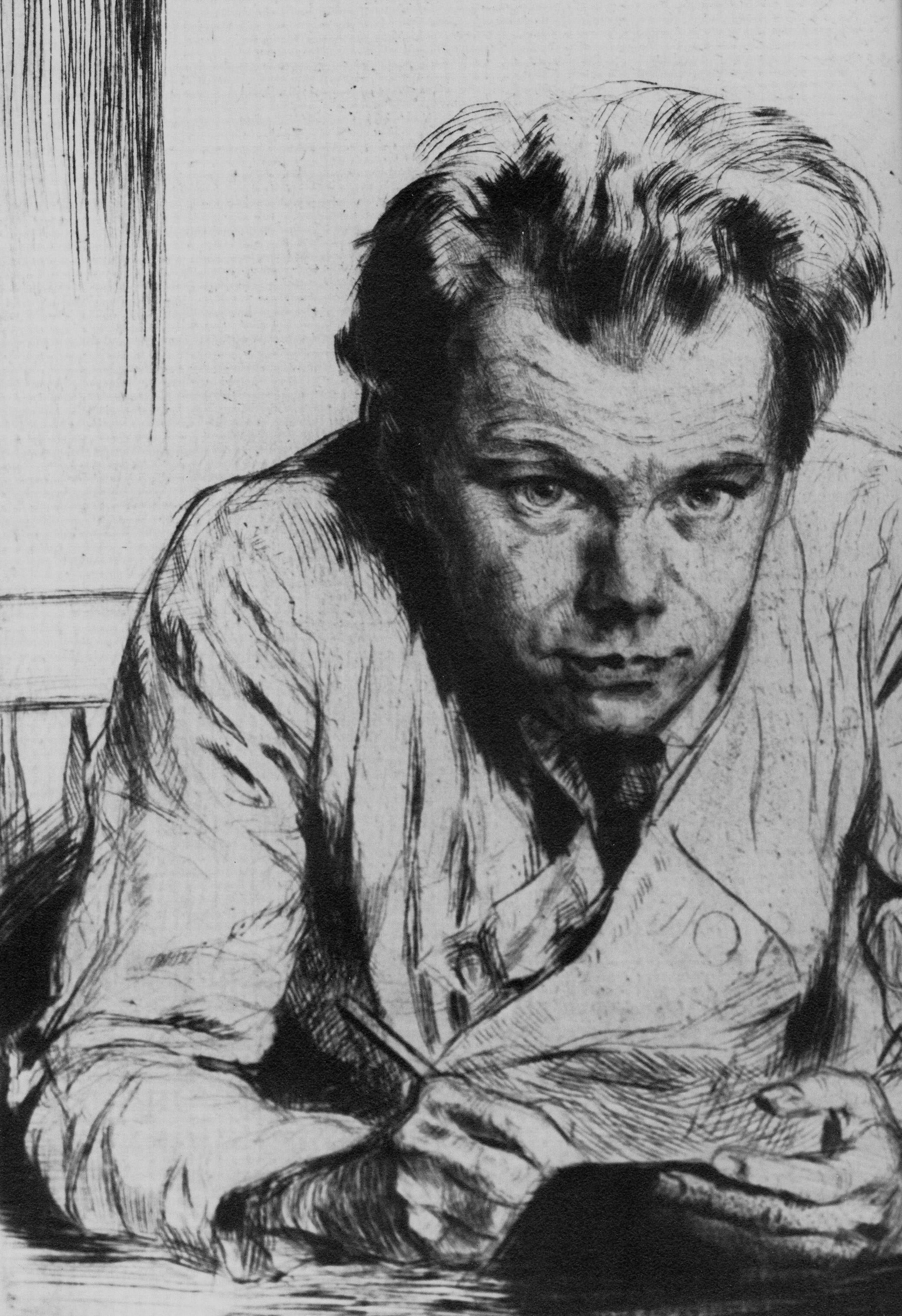
Hermann Kätelhön, Selbstbildnis (Radierung, 1915)

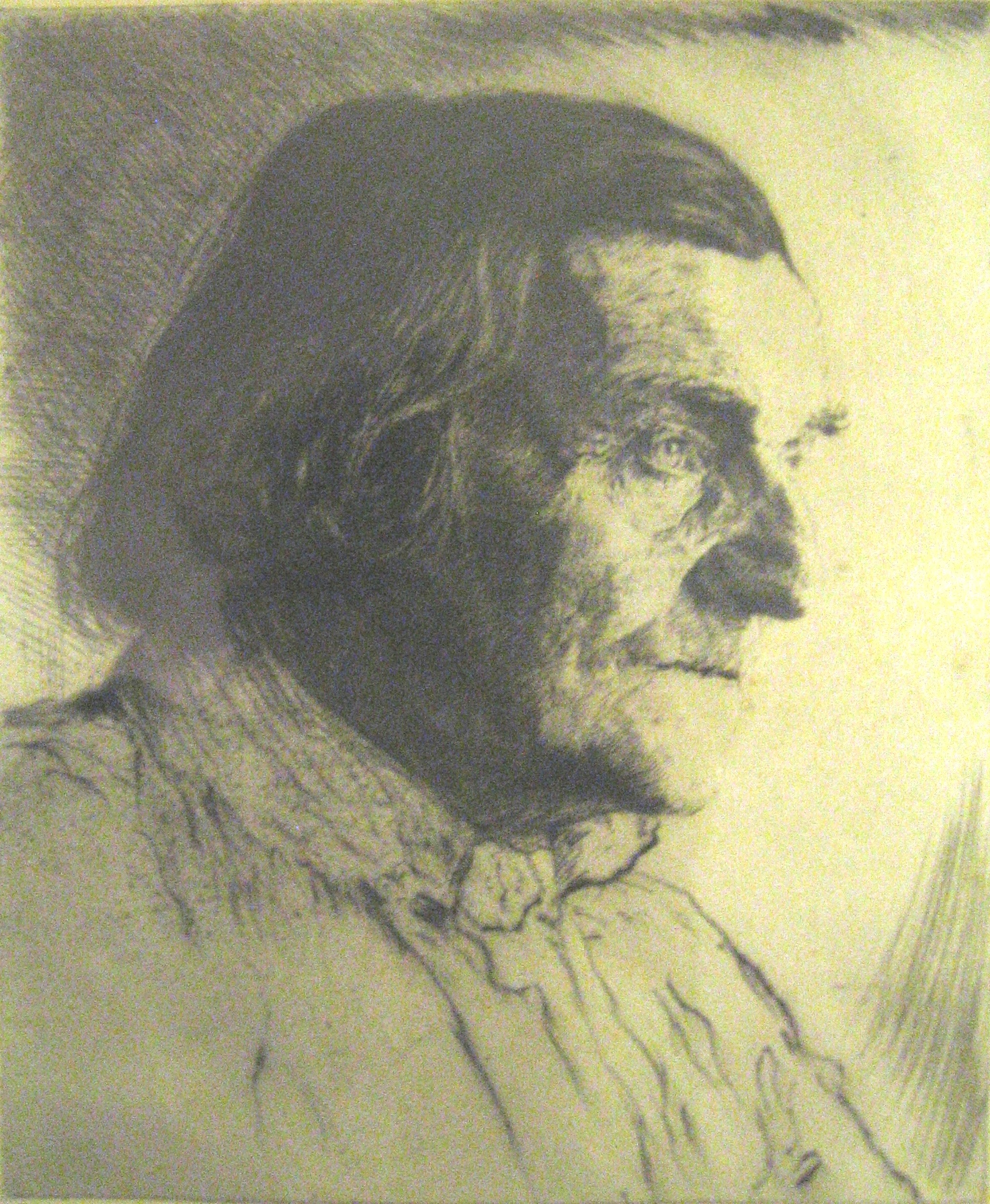
Hermann Kätelhön, Bauer Dörr (Radierung, 1913)

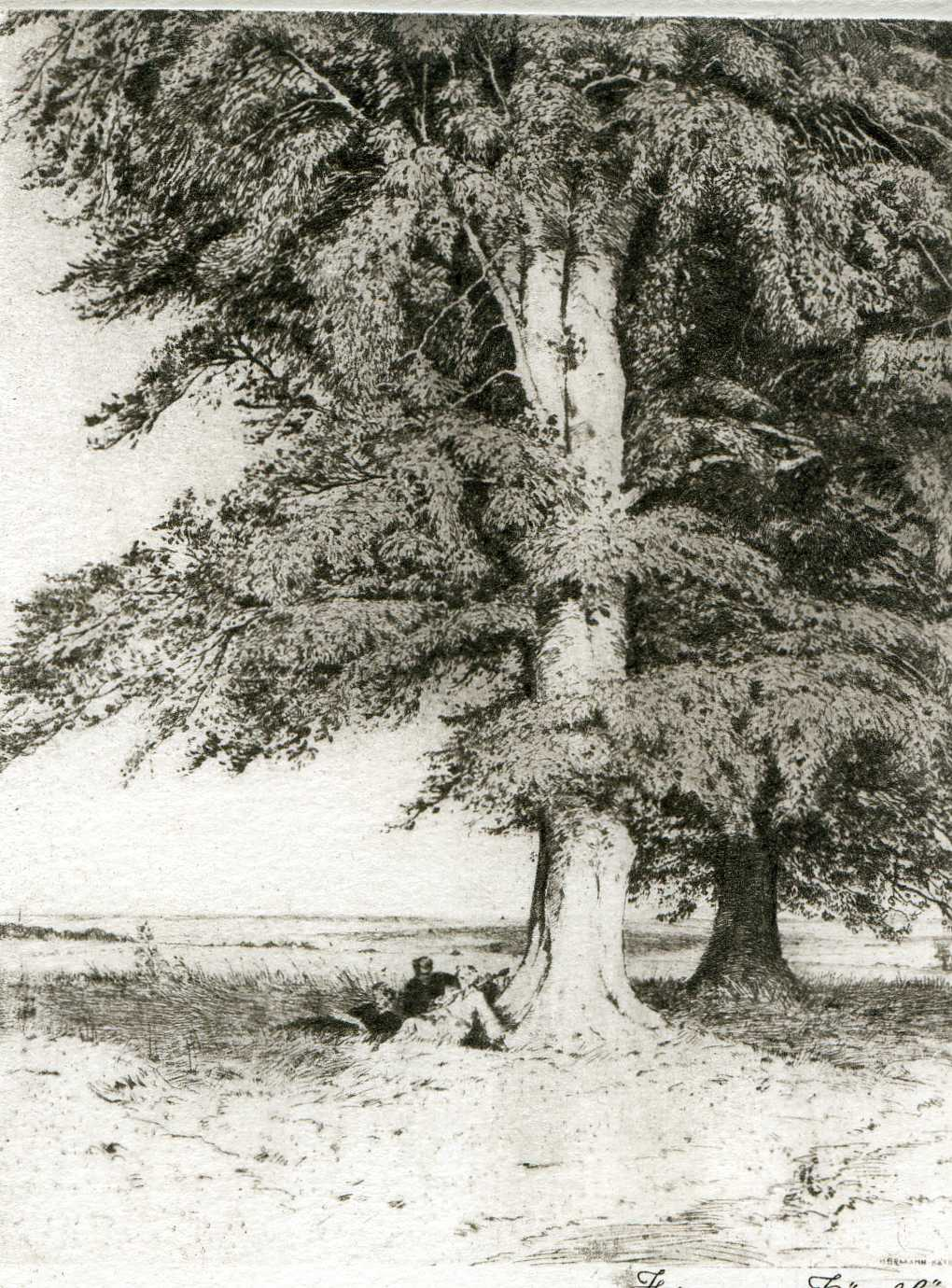
Hermann Kätelhön, Kleiner Sommertag (Radierung)

Hermann Kätelhön (* 22. September 1884 in Hofgeismar; † 24. November 1940 in München) war ein deutscher realistischer Zeichner, Radierer, Lithograph, Holzschneider und Keramiker.

## Leben
Kurz nach der Geburt von Hermann Kätelhön zogen seine Eltern nach Marburg. Er verbrachte seine Kindheit und Jugend in Marburg. Angeregt durch Carl Bantzers Freund Klingelhöfer wandte er sich schon in Marburg der Kunst zu. Anschließend besuchte Hermann Kätelhön von 1903 bis 1905 die Kunstakademie in Karlsruhe und war Meisterschüler in der Töpferklasse. Er entwickelte einen an den Marburger Vasen angelegten Stil und erlangte erstmals künstlerische Anerkennung. Museen kauften seine Keramikarbeiten, die durch einen goldglänzenden Aventurin gekennzeichnet waren, vermehrt an. Dieser Goldglanz gelang ihm durch einen von ihm spezialisierten Brand des Tones.
Von 1906 bis 1907 studierte er an der Münchener Akademie bei Peter Halm und erlernte die Technik des Radierens. 1908 kehrte er nach Marburg zurück und schloss sich der Willingshäuser Malerkolonie an. Hermann Kätelhön kam die folgenden Jahre immer wieder nach Willingshausen zurück, um dort zu malen und zu zeichnen. Seine Töpferei betrieb er weiterhin in Marburg. 1910 mietete er zunächst eine ständige Wohnung im Haaseschen Gasthaus an und bezog später mit seinem befreundeten Maler Wilhelm Thielmann das neu gebaute Hückersche Fremdenheim. Die enge Freundschaft zu Carl Bantzer, Heinrich Giebel, Paul Baum, Otto Ubbelohde und anderen prägten sein Frühwerk.
Er begann sich mit seiner Laute nicht nur zum Zupfgeigenhansel zu begleiten, sondern spielte auch Jazz und begleitete sich mit der Laute zu selbst komponierten Stücken.
Bis 1919 schuf Hermann Käthelhön zahlreiche Zeichnungen, Radierungen und Holzschnitte von Menschen und Landschaften der Schwalm in Willingshausen. Er porträtierte mit großer Sorgfalt Bauern, war fasziniert von der Willingshäuser Landschaft und gefesselt von den Motiven der Feldarbeit. Er schilderte die Menschen bei der Arbeit; ihn beeindruckten insbesondere die Spuren, die die schwere körperliche Arbeit am Menschen hinterließ.

1917 lernte er in Willingshausen die Dresdner Malerin Toni Plettner kennen, die bei Carl Bantzer studierte; sie heirateten im gleichen Jahr. Danach zog er auf Anraten des Direktors Ernst Gosebruch des Essener Museums nach Essen um. Dort porträtierte er den Philosophen Ernst Marcus.

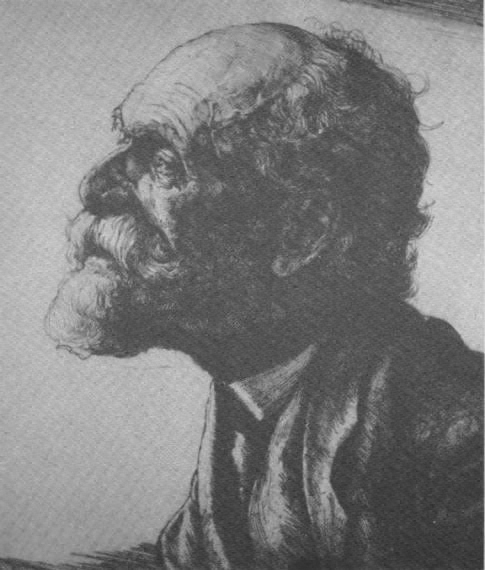
Ernst Marcus (1856–1928); Radierung von Hermann Kätelhön.

 Er begeisterte sich für das Folkwang-Konzept von Karl Ernst Osthaus und bezog ein neu angelegtes Atelier auf der Essener Margarethenhöhe. Hermann Kätelhön richtete sich dort eine neue Töpferei ein. In Essen schuf er auch sein bedeutendes Werk, das Mappenwerk Die Arbeit. Dieses Mappenwerk bestand aus Radierungen über das Alltagsleben der Bergarbeiter und dem Bergbau unter Tage. Beeindruckend sind seine Arbeiten zum Thema Führer des Bergbaus. Er war ein bedeutender „Bergbaumaler“ der 1930er Jahre. Danach widmete er sich wieder dem Motiv der realistischen Natur. Hermann Kätelhön beschäftigte sich anschließend mit dem Thema Wasser. Er schuf Arbeiten mit Motiven von Quellen im Eis und Schnee, Flussverläufen und Mündungen. Trotz seiner anfälligen Konstitution arbeitete er mit unermüdlicher Willensstärke unter Tage, auf Gletschern und am Meer. Am 26. Dezember 1937 beantragte er die Aufnahme in die NSDAP und wurde rückwirkend zum 1. Mai desselben Jahres aufgenommen (Mitgliedsnummer 5.640.469). In Wamel am Möhnesee ließ der Künstler 1938 eine Kupferdruckwerkstätte errichten. In den Jahren 1938, 1939 und 1940 beteiligte er sich mit Arbeiten an den "Großen Deutschen Kunstausstellungen" in München.
Hermann Kätelhön starb im Alter von 56 Jahren in München. Sein Nachlass wurde von seiner Frau, seinem Sohn Henner (1925–2009) und seiner Schwiegertochter betreut. Henner Kätelhön führte die Druckwerkstatt weiter, die heute von seinem Sohn Martin Kätelhön in Köln betrieben wird. In Nordrhein-Westfalen erinnern in den Gemeinden Möhnesee (Kreis Soest) und in der Kreisstadt Soest Straßennamen an das Wirken Hermann Kätelhöns.

## Signatur & Monogramm

Willingshausen Malerkolonie, Foto von 1913; v.l.n.r.: Heinrich Giebel, Marlies Dörr, Hermann Kätelhön, Hermann Metz, Wilhelm Thielmann, Adolf Lins, Heinrich Otto, Carl Bantzer

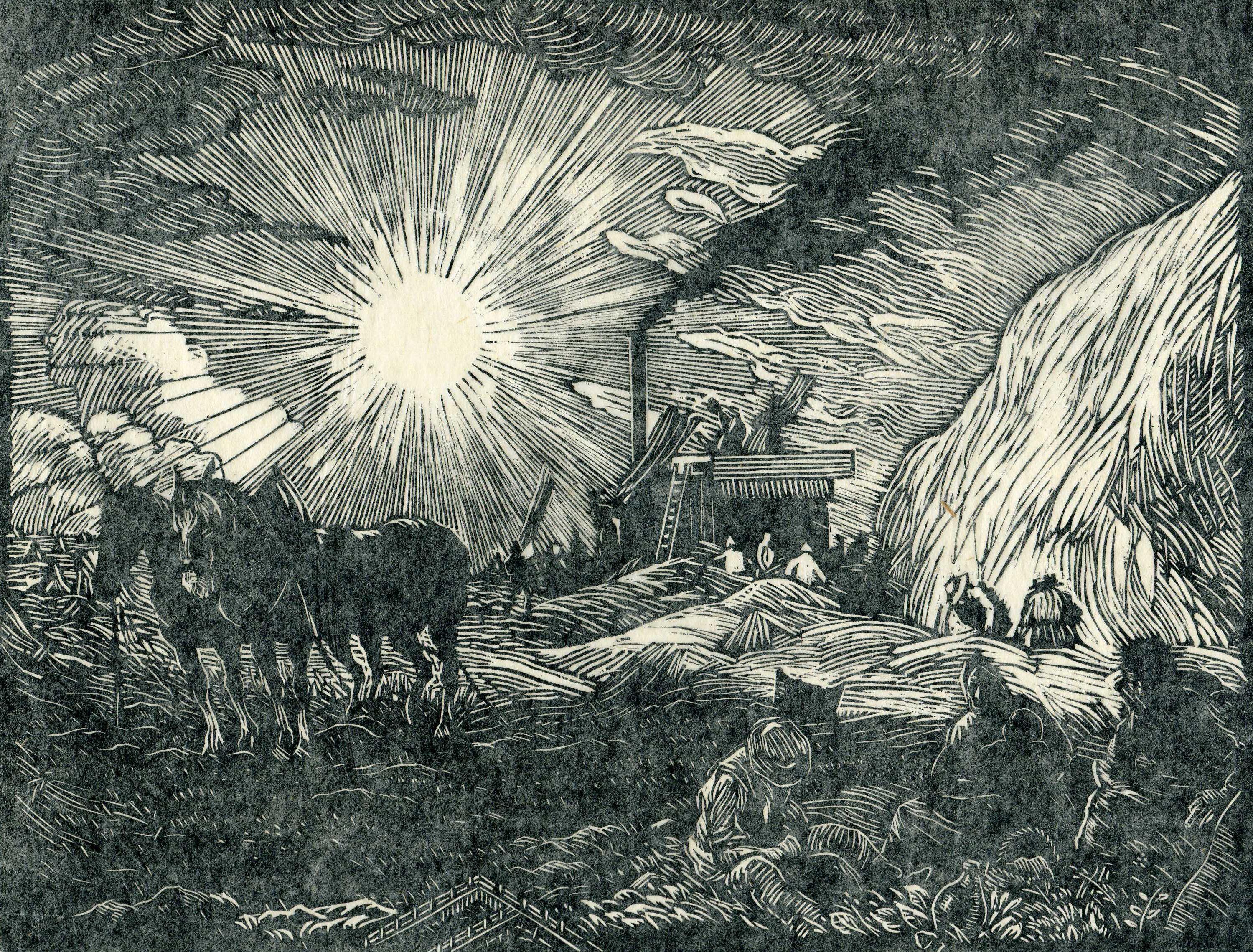
Hermann Kätelhön, Zur Erntezeit (Holzschnitt)

- H.Kätelhön
- H.K.
- Hermann Kätelhön

## Ausstellungen
- 1913 Kassel und Berlin (Beteiligung)
- 1914 Berlin (Beteiligung): Große Kunstausstellung
- 1919 Düsseldorf (Beteiligung): „Das junge Rheinland“; München, Münchener Glaspalast
- 1922  Große Kunstausstellung Kassel (Beteiligung): Orangerie
- 1928 Essen (Beteiligung): „Kunst und Technik“ im Museum Folkwang
- 1933 Essen (Beteiligung): „Westfront“
- 1935 Marburg (Einzelausstellung): Universitätsmuseum
- 1936 Essen (Beteiligung): „Westfront“
- 1937 Datteln; Kassel: Kunstverein; Münster: Westfälischer Kunstverein
- 1938 Dortmund (Einzelausstellung): Haus der Kunst; München (Beteiligung): Haus der Deutschen Kunst
- 1939 München (Beteiligung): Haus der Deutschen Kunst
- 1940 München (Beteiligung): Haus der Deutschen Kunst
- 1987 Salzgitter (Einzelausstellung): Hermann Kätelhön: Untertage. Graphische Arbeiten
- 1997 Bochum: Westfälisches Industriemuseum
- 2003 Arnsberg: Sauerland-Museum
- 2009 Aichwald: Kunstkreis Aichwald; Willingshausen: Retrospektive des Malerstübchens Willingshausen
- 2018 Ideallandschaft: Industriegebiet. Museum Folkwang, Essen
- 2019/20 Der Grafiker Hermann Kätelhön. Kleines Atelierhaus auf der Margarethenhöhe, Ruhr Museum Essen

## Museale Rezeption
- Osthaus Museum Hagen, Hagen
- Neue Galerie, Kassel
- Museum für Kunst und Kulturgeschichte, Marburg
- Malerstübchen Willingshausen im Gerhardt von Reutern Haus, Willingshausen

## Schriften
- Von der graphischen Kunst. Ein Vortrag an die Jugend. Wamel 1936; Nachdruck: C.H. Beck, Nördlingen 1949.